# Rössuln

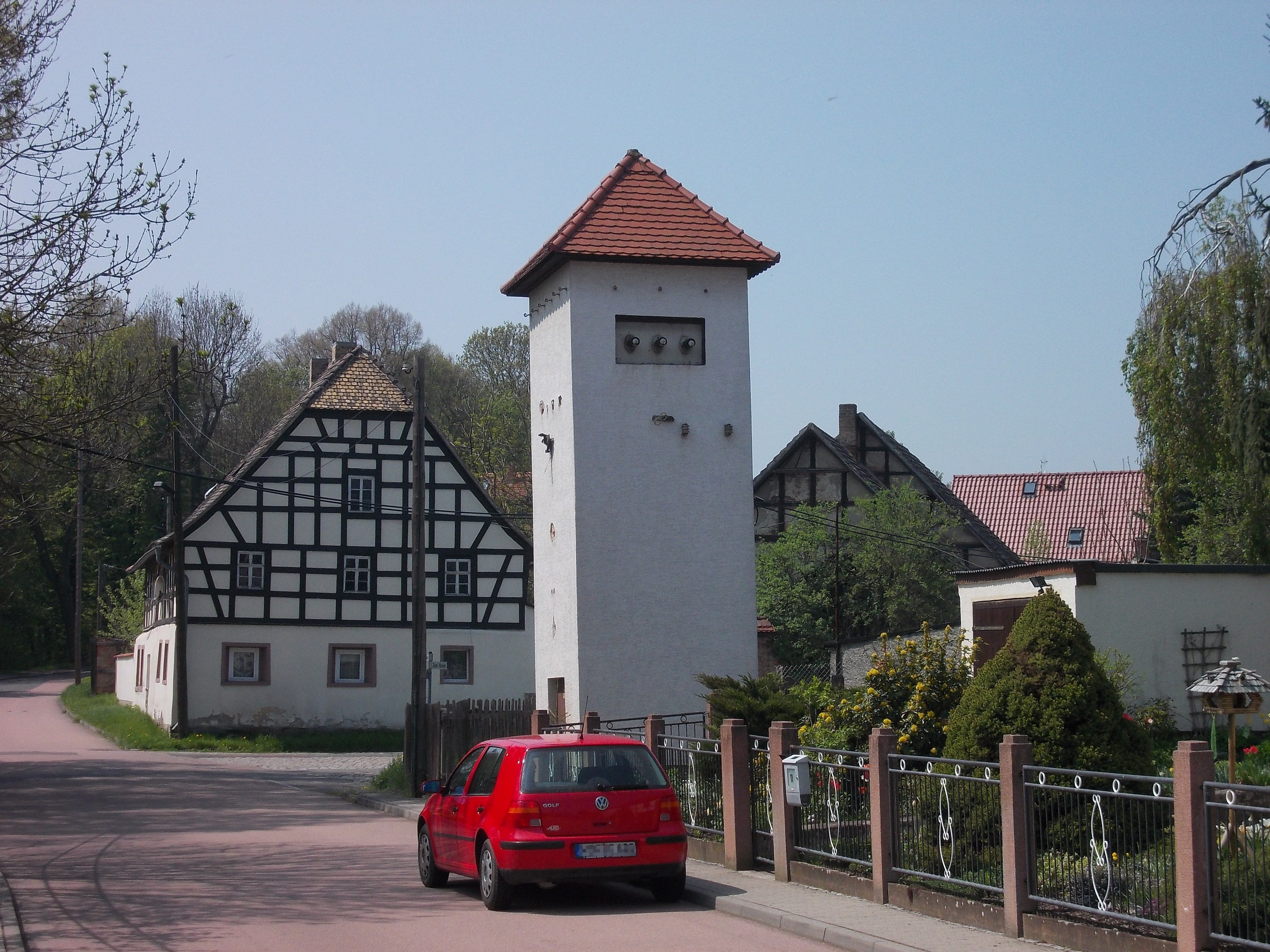
In Rössuln

Rössuln ist ein Ortsteil der Stadt Hohenmölsen im Burgenlandkreis in Sachsen-Anhalt. Er liegt 2,5 km westlich vom Kernbereich von Hohenmölsen.

## Geschichte
Die uradlige Familie von Neitschütz hatte ein Gut u. a. in Rössuln.
Am 1. August 1930 erfolgte der Zusammenschluss der Landgemeinden Rössuln und Köpsen zur neuen Landgemeinde Rössuln.
Am 1. Juli 1950 wurde wiederum die Gemeinde Rössuln nach Webau eingemeindet und diese 2003 in die Stadt Hohenmölsen eingegliedert.